# Болебюгд
Болебюгд (на шведски: Bollebygd) е град в югозападната част на Швеция, лен Вестра Йоталанд. Главен административен център на едноименната община Болебюгд. Намира се на около 380 km на югозапад от столицата Стокхолм и на около 45 km на изток от центъра на лена Гьотеборг. Има жп гара. Населението на града е 3566 жители според данни от преброяването през 2010 г.